# Jean-Francois Berruyer
Jean-Francois Berruyer (francès: Jean-François Berruyer)  (Lió, 6 d'octubre de 1741 - París, 17 d'abril de 1804) fou un general de divisió de la Revolució Francesa.

## Biografia
Família
Originari d'una família d'honorables comerciants, era el fill petit de Louis Berruyer, comerciant d'or i d'Anne Bréchet.
Carrera
Es va allistar com a voluntari al regiment Talaru-Infanterie (més tard convertit en Aumont-infanteria) el 17 de febrer de 1751. Nomenat sergent el 1756, va fer la campanya de Menorca, va assistir al setge de Port-Maó durant la Guerra dels Set Anys, i va lluitar amb distinció a Alemanya durant la Guerra dels Set Anys a partir del 1757.
Va participar en la victòria d'Estree a la batalla de Hastenbeck el 26 de juliol de 1757, després a la rendició anglo-holandesa a la batalla de Kloster Zeven el 8 de setembre de 1757, a la derrota de Soubise a la batalla de Rossbach. El 5 de novembre de 1757, a la batalla de Soest, a l'octubre de 1758, durant la qual va ser ferit set vegades. Una d'aquestes lesions fou tan greu que calgué perforar-la. Després és fet presoner. Alliberat, va participar el 13 d'abril de 1759 a la victòria de Broglie a la batalla de Bergen, després a la derrota de Louis Georges Erasme de Contades a la batalla de Minden l'1 d'agost de 1759.
Va deixar el servei el 21 de setembre de 1759, però va tornar divuit mesos més tard, el 20 de febrer de 1761 amb el rang de "corneta" (segon lloctinent que portava la bandera) als voluntaris de Soubise. Va tornar a Alemanya on va rebre cinc ferides en diversos enfrontaments, va participar en les batalles de Willingshausen el 15 de juliol de 1761 i de Wilhelmstal. Destaca en la retirada de la batalla de Ziegenheim, al capdavant d'un destacament de seixanta homes, aturant una columna enemiga en un congost, on va rebre dos talls de sabre i un tret. Dona suport a un combat cos a cos contra el general Bénevel, al comandament de l'avantguarda prussiana, rep quatre ferides de la mà d'aquest oficial general, després el fa presoner i mereix per aquesta nova gesta ser elevat al rang de tinent de dracs el 16 de març de 1762. Fou reformat el 21 d'abril de 1763 en signar l'acord de pau.
Havent esdevingut capità d'infanteria el 22 de juliol de 1767, Berruyer va fer les campanyes de 1768 i 1769 a Còrsega. De retorn, es va unir als dracs com a ajudant major el 4 d'agost de 1770, es va convertir en segon capità de seguidors del regiment de Jarnac-Dragons el 27 d'agost de 1776. Va ser nomenat cavaller de Saint-Louis el 22 de gener de 1779. Va obtenir successivament les files de major el 28 de desembre de 1783, tinent coronel el 3 de maig de 1787.
Durant la Revolució, es va convertir en coronel del regiment de Guyenne el 23 de novembre de 1791 mentre estava a la guarnició del Fort Louis du Rhin, coronel general del 1r regiment de carrabiners el 5 de febrer de 1792, mariscal de camp el 13 de maig de 1792. traslladat el 20 de juliol de 1792 a l'Exèrcit del Centre. L'1 de setembre de 1792 fou ascendit a tinent general i després general en cap el 6 d'octubre següent. Quan l'exèrcit prussià, victoriós a Xampanya, es va preparar per marxar a París, Berruyer va rebre el comandament de les tropes reunides sota la capital i el comandament principal de l'exèrcit de l'interior el 20 d'octubre de 1792.
El general Berruyer és l'encarregat d'organitzar el manteniment de l'ordre durant el procés de Lluís XVI i especialment el 21 de gener de 1793, el dia de la seva execució. Fou cridat el 21 de març de 1793 a Vendée, a Niort, com a comandant de l'exèrcit de les costes de La Rochelle. S'poderà de Chemillé l'11 d'abril de 1793 batent Charles de Bonchamps, persegueix els reialistes fins a Beaupréau, abans de ser derrotat a Cholet el 20 d'abril i a Beaupréau el 23 d'abril.
Malauradament, el general Leigonyer, que juntament amb una altra divisió els va atacar a la batalla de Vezins, es retira. En una carta a la Convenció, Berruyer acusa d'aquest retrocés la covardia d'uns pocs cossos de voluntaris, la inexperiència dels que els manen, la fam i la destitució absoluta d'un exèrcit obligat a lluitar entre els matolls i els pantans. Aleshores, diputats de Maine-i-Loire l'acusen d'haver permès que tota l'artilleria fos presa per la seva lentitud i la seva negativa a comunicar els seus plans als comissaris del departament.

Berruyer va rebre l'ordre d'anar immediatament a París el 28 d'abril, on la Convenció el va portar al seu terreny. Hi arriba una altra acusació; el diputat Chasles li va retreure el seu vestit militar, com incompatible amb la senzillesa que hauria de distingir les armes d'un republicà. El diputat Goupilleau de Montaigu, representant del poble en missió a l'exèrcit d'Occident, pren la defensa del general en cap de l'exèrcit d'Occident, després Chaudieu, representant del poble proper a l'exèrcit de la reserva que es trobava a Angers al mateix temps, va dirigir una carta a la Convenció en què feia justícia al ridícul atac del qual Berruyer havia estat objecte, un atac que, afortunadament, no va tenir més èxit que la denúncia.
| « | <"Berruyer", [va dir, concloent aquesta carta], té formes massa republicanes per als homes que encara no han nascut a la llibertat; professa principis massa austers per als homes que no sospiten que podem estimar i servir el país per si mateix [...]. El que es va aixecar constantment contra els desorganitzadors, el que persegueix amb severitat tota mena de brigandatge, el que vol que el soldat l’obeeixi i lluiti, ha de comptar tants enemics com traïdors i covards.: Aquests són els crims de Berruyer i dels generals que estan a les seves ordres; ho hem presenciat; i, si són culpables, nosaltres som els seus còmplices."> | » |

Tornat al seu càrrec el 27 de maig, fou suspès de les seves funcions l’1 de juny. Va ser arrestat a Versalles l'1 d'agost per decisió del Comitè de Seguretat Pública, després alliberat el 16 de febrer de 1794. No va ser fins al 12 de gener de 1795 que va ser rellevat de la seva suspensió i immediatament es va retirar. Davant la seva insistència i gràcies a les recomanacions dels generals Kellermann i Menou, va ser posat de nou en servei l'1 de setembre de 1795 i el 29 de setembre, ascendit a l'Exèrcit Nacional.
Quan, el 13 Vendémiaire Any IV (5 d'octubre de 1795), la Convenció va convocar les tropes dels Sablons a acampar al voltant de les seves muralles per suprimir la insurrecció dels reialistes que havien alçat la bandera de les seccions, Berruyer comandava un cos format espontàniament. a favor de l'Assemblea, destaca en la lluita i va combatre contra els enemics del govern, hi ha un cavall mort sota ell.
Com a recompensa, Barras el va nomenar el 28 d'abril de 1796 com a inspector general de cavalleria de l'exèrcit dels Alps i d'Itàlia. En una memòria del 27 de maig de 1797, dos mesos després de les victòries de Rivoli i Màntua, va alertar el Directori de la marcada debilitat de la cavalleria i va proposar aprofitar el període de pau que vindria (Tractat de Campo-Formio) per restableix-ne el valor.
El 7 de setembre de 1797 va ser nomenat comandant en cap de l'Hôtel National des Invalides. Després va servir a Suïssa el 1798, després a Itàlia el 1799. Com a comandant dels invàlids, va tenir un paper important en els esdeveniments del 18 i 19 de Brumaire l'any VIII (9 i 10 de novembre de 1799). És recompensat amb un "sabre d'honor" ofert pel mateix Bonaparte. Va ser ascendit com a general de divisió a la nova organització del 29 de març de 1801.
Després d'haver estat ocupat pel govern directiu, Berruyer va ser nomenat governador de les Invalides el 27 d'agost de 1803. Va ser nomenat cavaller de la Legió d'Honor per decret el 19 de Frimaire, any XII (11 de novembre de 1803), però mai no va rebre aquest perquè va morir el 17 d'abril de 1804, poc abans de la primera presentació oficial de la Legió d'Honor, que va tenir lloc el 15 de juliol de 1804 als Invalides.
Està enterrat al columbari de la volta dels governadors, situat a l'església de Saint-Louis de l'Hôtel des Invalides.

## Distincions
- Cavaller de la Legió d’Honor (1803)
- El seu nom està inscrit a l'Arc de Triomf, costat oest.